# The Get Along Gang
A Nossa Turma, Nossa Turma, A Turma ou A Gangue do Barulho (em inglês: The Get Along Gang) foi um desenho animado da década de 1980 produzido por Nelvana e pela DiC Entertainment originalmente para exibição nas redes de televisão norte-americanas Nickelodeon e CBS.
No Brasil, o desenho foi exibido pelo SBT entre os anos de 1987 e 2004, em variados programas infantis da emissora, incluindo Show Maravilha, Bom Dia e Cia e Sábado Animado. Também foi lançado em VHS nos anos 90 pela extinta Mundo Mágico, mas com uma dublagem diferente realizada nos estúdios da Mastersound. A dublagem original foi feita na Herbert Richers.

## Características
Contava as aventuras de uma turma de doze animais pré-adolescentes antropomórficos, liderados pelo alce Montgomery, sempre valorizando o espírito de equipe e o companheirismo. Foram produzidos quatorze episódios ao todo, mas no Brasil foram exibidos treze (com 26 histórias).
A trama mostra um grupo de amigos que sempre se encontram e em meios as brincadeiras mostram a importância de viver em harmonia, cuidar uns dos outros e amar ao próximo. Cada um dos personagens tem defeitos, mas ao longo do programa aprenderam a superar esses defeitos com a ajuda dos amigos.

## Personagens

### Principais
- Montgomery - Um alce. O líder da turma. ele sempre ajudava os amigos quando precisava.
- Woolma (Vilma no Brasil)- Uma ovelha muito vaidosa.
- Zipper - Um gato atlético. Representava a força física na turma e apesar de gostar muito do amigo Bingo, sempre o corrigia e o intimidava, sendo o mais resmungão e ranzinza da turma.
- Porcia (Márcia no Brasil)- Uma pequena porca-espinho, a menor e mais nova da turma.
- Bingo - Um castor. O trapalhão e o mais ambicioso da turma. Morria de medo de Zipper. Bingo era o mais bem humorado da turma.
- Dotty - Uma cadela com uniforme de líder de torcidas. Representava um papel do tipo "segunda líder em comando".

### Secundários
- Breaker - tartaruga
- Rocko - coelho
- Rudyard - leão
- Flora - raposa
- Bernice - urso
- Lolly - esquilo
- Duke - lobo

## Vilões
- Catchum é um crocodilo que sempre causa problemas a todos.
- Leni (Leland) é um lagarto companheiro de Catchum e sempre atrapalha seus planos.

## Outros personagens incluidos ao longo da serie
- Guarda Growler (ou Guarda Cachorrão) é um bulldog policial amigo das crianças que cuida da segunça de Green Meadow.
- Sr. Hoofnagel é um velho bode, proprietário da sorveteria local.
- Sra. Deering é um cervo, que foi professora do jardim de infância.
- Sr. Bascombe é o texugo, prefeito da cidade de Green Meadow.
- Schneider Squirrel é o pai de Lolly e dono da doceria.

## Episódios
Alguns episódios possuem títulos diferentes porque são de dublagens diferentes.
- 01 - A Fortuna de Zipper / A Herança de Zipper (Zipper's Millions)
- 02 - Meio Mapa É Melhor do Que Nenhum / O Mapa do Tesouro (Half A Map Is Better Than None)
- 03 - Vagão Desgovernado / As Apostas de Bingo (Caboose On The Loose)
- 04 - Nave Mecânica de Montgomery / O Robô de Montgomery (Montgomery's Mechanical Marvel)
- 05 - Cabeça Nas Nuvens (Head In The Clouds)
- 06 - Caça Á Fera (Hunt For The Beast)
- 07 - O Aniversário de Woolma (Woolma's Birthday)
- 08 - Nossa Turma Detetives (The Get Along Detectives)
- 09 - Nossa Turma Vai A Hollywood (The Get Along Gang Go Hollywood)
- 10 - Pausa Para Todos (Them's The Brakes)
- 11 - Um Pouquinho Disto e Daquilo (A Pinch Of This, A Dash Of That)
- 12 - A Cauda do Bingo (Bingo's Tale)
- 13 - Engenheiro Roary (Engineer Roary)
- 14 - Quem Recolhe O Lixo (Pick Of The Litter)
- 15 - Nariz Para Notícias (Nose For News)
- 16 - Uma História de Piratas (The Lighthouse Pirates)
- 17 - O Avião (The Wrong Stuff)
- 18 - Corrida Difícil (Uneasy Rider)
- 19 - A Turma Menos Um (The Get Along Gang Minus One)
- 20 - Acampamento Nossa Turma (Camp Get Along)
- 21 - O Colega de Bingo (Bingo's Pen Pal)
- 22 - Sigam O Líder (Follow The Leader)
- 23 - Fora da Escola (School's Out)
- 24 - As Valentonas (The Bullies)
- 25 - Vamos Ver Como Ficam As Coisas (That's The Way The Cookie Crumbles)
- 26 - Show da Neve  (Snowbound Showdown)

### Dubladores  - Elenco (Vozes Originais)
Sparky Marcus Como Montgomery "Good News" Moose
Bettina Bush como Dotty Dog
Georgi Irene Como Woolma Lamb
Robbie Lee como Zipper Cat
Sherry Lyn como Portia Porcupine
Scott Merville como Bingo "Bet-It-All" Beaver
Frank Welker e Don Messik como Braker Turtle
Thimothy Gibbs Como Cathcum Crocodile
Nicki Katt como Leland Lizard
Don Messick como Office Growler/Mr. Hoofnagel

### Dubladores brasileiros (Herbert Richers e Master Sound)
Garcia Junior 
 Fátima Noya como o alce Montgomery
Adalmária Mesquita 
Márcia Regina como a cadela Dotty
Myriam Thereza  como a ovelha Vilma
Mário Jorge Andrade 
 Maralisi Tartarini como o gato Zipper
Henrique Ogalla
 Fátima Noya como o castor Bingo
Marisa Leal como a porca espinha Márcia
Ricardo Schnetzer como o lobo Duke
Sílvio Navas 
 Daoiz Cabezudo como o crocodilo Catchum
Ayrton Cardoso 
Tatá Guarnieri como o lagarto Leland
Antônio Patiño 
 Fábio Moura como o cão de Guarda Growler
Ionei Silva 
César Leitão  como o bode Senhor Hoofnagel
Ricardo Mariano 
Renato Márcio como locutor das placas

## Transmissão
- Brasil: SBT
- EUA: Nickelodeon e CBS
- França: TF1
- Costa Rica: Canal 6
- Polónia: Jetix Play, Fox Kids e TVP1